# مایکل تریشر
مایکل تریشر (انگلیسی: Michael Tritscher؛ زادهٔ ۶ نوامبر ۱۹۶۵) اسکی‌باز آلپاین اهل اتریش است.